# Juan Adán
Juan Adán Morlán (Tarazona, bautizado el 1 de marzo de 1741-Madrid, 14 de junio de 1816) fue un escultor español neoclásico.

## Biografía
Hijo de Juan Adán y de Manuela Morlán, fue bautizado el 1 de marzo de 1741 en la parroquia de San Andrés de Tarazona. Su padre, siguiendo la tradición familiar, era carpintero, oficio en el que también se inició Juan Adán el menor, que en 1759 firmó como mancebo de carpintería y residente en Tarazona un documento notarial. Poco más tarde se trasladó a Zaragoza para formarse como escultor en el taller de José Ramírez de Arellano en el que se le documenta en 1762, aunque es probable que llevase ya algún tiempo con él. Regresó a Tarazona en 1764 para pasar el examen del gremio y a finales de 1765 viajó a Roma para perfeccionarse en el arte. Allí entabló amistad con Goya, a quien con Manuel Eraso firmó el certificado de soltería que necesitó para casarse con Josefa Bayeu, por el que acreditaban que el pintor de Fuendetodos no se había comprometido en Roma con ninguna doncella, y gozó de la protección y la ayuda económica de José Nicolás de Azara y de Tomás de Aizpuru y Giménez, encargado de los negocios de Carlos III en Roma.

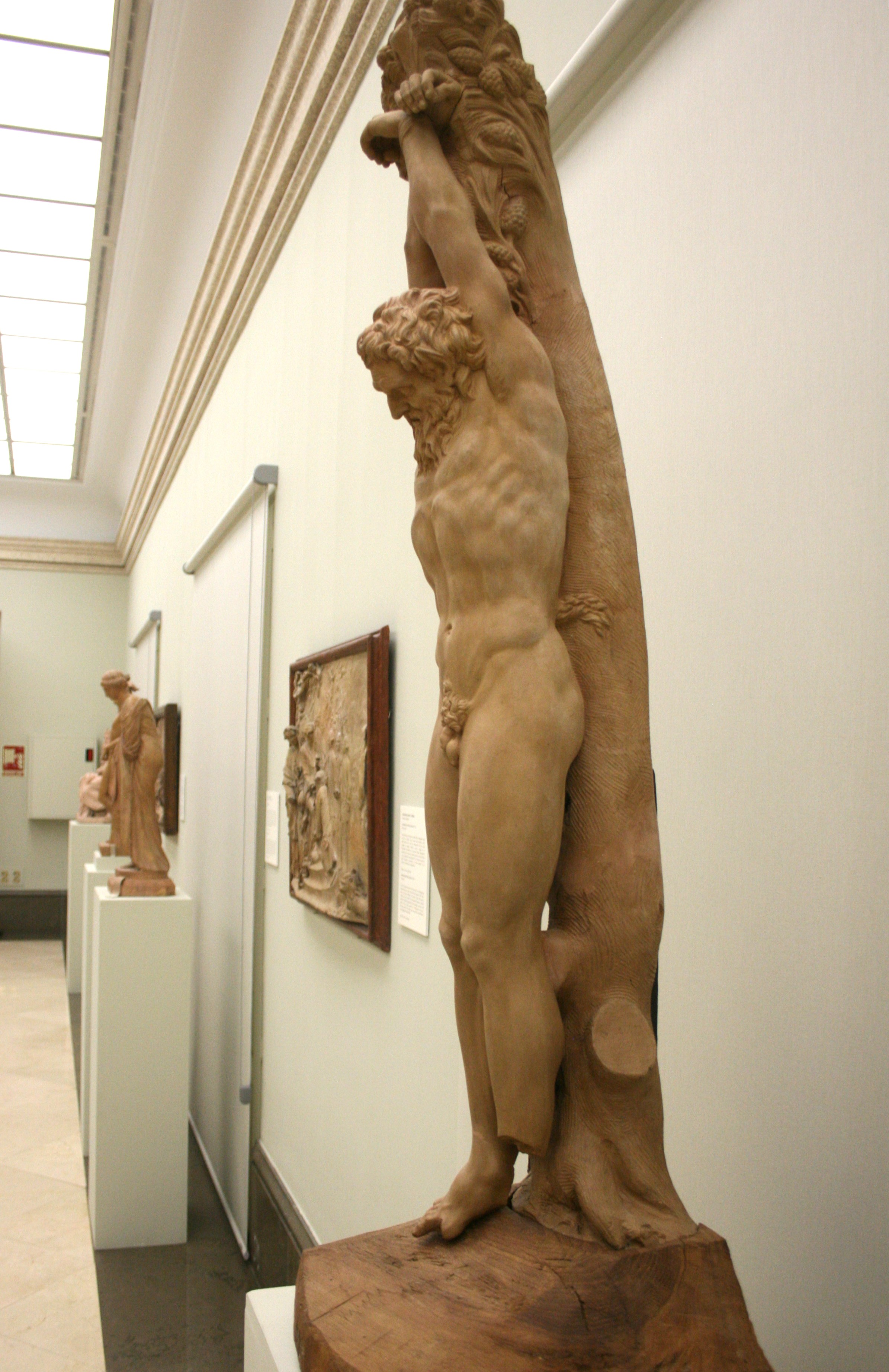
Marsias, 1771. Barro cocido, madera y hierro, 98 x 15 x 28 cm. Madrid, Real Academia de Bellas Artes de San Fernando

En 1767 envió a Madrid por cuenta de Aizpuru una estatua de San Juan Evangelista modelada en barro, copia de un original de Camillo Rusconi en San Juan de Letrán, por la que obtuvo de la Real Academia de Bellas Artes de San Fernando una pensión extraordinaria para poder continuar sus estudios en la Ciudad Eterna, a la que había ido a sus expensas. Desde Roma, cumpliendo con sus obligaciones como pensionado, remitió a la Academia copias en escayola o en barro de esculturas y relieves de la antigüedad grecorromana y renacentistas, entre ellas el Marsias por entonces conservado en la Villa Medici (1771), Los luchadores de Florencia (1773), Leda y el cisne, Príamo y Héctor, o el Moisés de Miguel Ángel (1775), por las que en 1774 obtuvo el nombramiento de académico de mérito. Además ganó cuatro premios de dibujo en la Escuela de Desnudo del Campidoglio y en 1775 fue admitido en la Academia de San Lucas, a la que regaló una terracota de Santa Isabel de Portugal (iglesia de Santa María de Montserrat de los Españoles).
Todavía en Italia se casó con Violante del Valle, hija del escultor florentino Filippo della Valle, en cuyo taller romano podría haberse perfeccionado.
De regreso en España, en 1776, se dirigió inmediatamente a Lérida para trabajar en los retablos de su Catedral Nueva, trabajo que se vio obligado a abandonar cuando en julio de 1782 un incendio destruyó el grupo escultórico del retablo mayor, aún inacabado, y los relieves de las pechinas, pues se le acusó con su equipo de haber provocado el incendio. El motivo, según lo que manifestaron algunos testigos haberle oído, sería su insatisfacción con lo que de la obra llevaba acabado, por lo que se le encarceló y embargaron los bienes. Liberado gracias a la mediación del conde de Floridablanca, abandonó Lérida para establecerse en la Corte, aunque el proceso aún siguió adelante.
Nada más llegar a Madrid solicitó la plaza de teniente director de escultura en la Real Academia de Bellas Artes de San Fernando, plaza que de momento se le negó y no ocuparía hasta 1786. Escultor de cámara honorario en 1793 y efectivo en 1795, en 1814 recibió el nombramiento de director de la sección de escultura de la Academia de San Fernando, tras haberse anulado una anterior designación de 1811 para el mismo puesto.
Escultor respetado, pese al episodio leridano, recibió encargos de diversos puntos de España. Para las carmelitas descalzas de su ciudad natal realizó en 1787 una imagen de santa Teresa de Jesús, talla de vestir de tamaño natural, con la santa sentada ante su escritorio, conservada en el mismo convento. Ossorio menciona como suyas en la catedral de Granada, donde residió de 1782 a 1784, las estatuas de san José y san Miguel en su capilla, y en la parroquia del Pilar de la misma ciudad andaluza el medallón con la imagen de la Virgen; y en la catedral de Jaén los ángeles del presbiterio y los relieves y medallones del retablo de San Eufrasio, labrados en madera policromada por encargo del obispo Agustín Rubín de Ceballos con destino a la capilla de su enterramiento. En fecha cercana, en torno a 1797, pero en mármol de Carrara, esculpió el busto del obispo de Salamanca Felipe Bertrán colocado sobre la urna sepulcral del prelado, en su origen en el Seminario Conciliar.
La Gaceta de Madrid del 13 de agosto de 1799 informaba de la presentación en palacio del modelo de una escultura de más de ocho pies de alto con el retrato de Carlos IV, encargado por el gobernador militar de Manila para colocarlo vaciado de bronce en su plaza mayor. Con él presentó también Adán el retrato de busto en mármol de Carrara de la reina María Luisa de Parma. En señal de satisfacción con el trabajo de su escultor de cámara, los monarcas, decía el informante, hicieron colocar el modelo durante varios días en el cuarto de la reina, donde recibió el aplauso de la corte.
En septiembre de 1815 fue ascendido a primer escultor de cámara, empleo vacante desde la muerte de Pedro Michel, pero pudo disfrutar poco tiempo del honroso nombramiento pues falleció en Madrid pocos meses después, el 14 de junio de 1816.
Fue padre de Isabel, Micaela, que sería esposa de Diego de Argumosa y Obregón, introductor en España de la anestesia, y Francisco Javier, los dos últimos menores de edad en el momento de dictar su testamento, en junio de 1808. Andrés Adán, también escultor, que en 1806 obtuvo la plaza de escultor del Real Sitio de Aranjuez por un relieve con el centauro Quirón enseñando la música a Aquiles, sería también hijo suyo según el testimonio de José Ginés, que había trabajado con ambos en Aranjuez y en las clases de la Academia.

## Obras

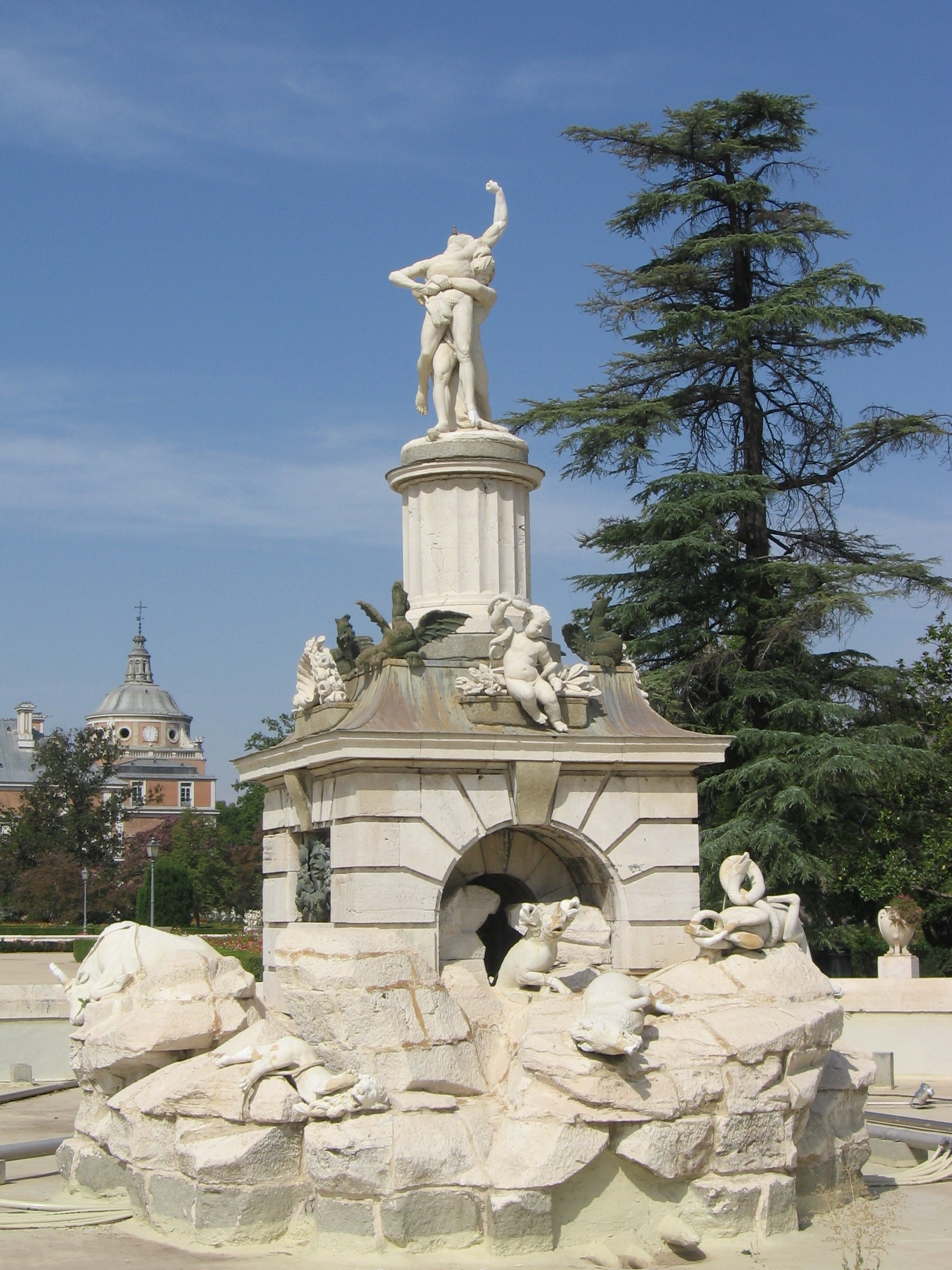
Fuente de Hércules y Anteo en el jardín del Parterre de Aranjuez

- Retrato (busto) de Carlos IV (1797), Real Academia de Bellas Artes de San Fernando.[25]
- Bustos de Carlos IV (1797) y María Luisa de Parma (1799), Patrimonio Nacional, Palacio Real de Madrid.[26]
- Retrato de Manuel Godoy[27] (Real Academia de Bellas Artes de San Fernando).
- Retrato del duque de Alcudia. 1794.
- Sepulcro y estatua orante del arzobispo Antonio Jorge y Galván (Catedral de Granada).
- La Piedad. Colegio de los PP Escolapios de Pozuelo de Alarcón.
- San José con el Niño. Iglesia de San Ginés, Madrid.
- Cristo crucificado. Iglesia parroquial de Torrelavega.
- Modelo y grupo principal de la fuente de Hércules y Anteo en los jardines de Aranjuez.[18] Adán recibió en 1795 el encargo de realizar de orden del rey Carlos IV una «suntuosa fuente» para el Jardín del Príncipe de Aranjuez, solo un mes después de su nombramiento como escultor de cámara,[28] y los trabajos en ella, con ayuda de varios operarios, se prolongaron hasta el punto de que a su muerte no había concluido la instalación.[29]
- Príamo y Héctor[30] (Real Academia de Bellas Artes de San Fernando).
- Felipe V a caballo[31] (modelo para el concurso que organizó Carlos III en 1778 en honor a su padre), Real Academia de Bellas Artes de San Fernando.
- Venus de la Alameda, para el Abejero del Parque de El Capricho, encargo de la condesa-duquesa de Benavente (actualmente la escultura pertenece a Alicia Koplowitz, quien ha donado una réplica para que se exhiba en su ubicación original).[32]